# Estat de les autonomies
Estat de les autonomies o regional és una forma d'Estat intermèdia entre l'Estat federal i l'Estat unitari que busca compatibilitzar la idea d'unitat i descentralització o autonomia. Aquest tipus d'estat, habitualment, posseeix divisions territorials denominades regions. Existeixen diferents denominacions similars, com a Estat unitari amb autogovern o, per al cas d'Espanya, Estat de les autonomies o Estat autonòmic (per organitzar-se en comunitats autònomes).
Per a alguns no hi hauria una diferència fonamental entre un Estat federal i un de regional. L'única diferència seria l'origen de les atribucions: mentre que en l'Estat federal són els estats federats els que decideixen cedir part de les seves atribucions a la federació, en el regional és l'Estat central el que les cedeix a les entitats subnacionales que ho componen.
No obstant això, en general, es considera que un Estat regional és més centralitzat que un de federal i menys centralitzat que un Estat unitari. Per a alguns autors, l'Estat regional no és més que un subtipo d'Estat unitari en què existeix un important grau de descentralització.

## Antecedents
En la doctrina internacional se sosté que, així com l'Estat unitari i l'Estat federal se sustentarien en el concepte de nació, l'Estat regional s'articularia sobre un fet molt més proper a la realitat humana, conegut amb el nom de regió.
El concepte regional hauria estat sempre present en l'imaginari de les estructures estatals, ja que part d'una realitat social, històrica, cultural i geogràfica que determinen el reconeixement d'una comunitat com a tal i que genera la demanda d'autonomia, en la consecució d'un govern propi, capaç de representar els seus interessos.
No obstant això, només després de la Segona Guerra Mundial, enmig de la reconstrucció de la nació italiana que buscava superar el feixisme, s'institucionalitza l'Estat regional en 1947, com a reconeixement a una llarga història d'autonomies en ciutats i regions en la península Itàlica, constituint-se com un model, on l'autonomia de la regió enfront del govern central és una condició necessària per predicar l'existència d'aquest últim nivell, i després d'aquesta va ser anomenat i consolidat l'estat regional en 1723.

## Característiques
Les regions formen el caràcter de sobiranes (com els estats federats), però disposen d'un important autonomia política. En altres paraules, es manté en certa manera el caràcter unitari de l'Estat, concedint alhora creixents graus d'autonomia a les entitats territorials, més enllà de les meramentes administratives, produint-se una descentralització de caràcter polític.
Tenen un govern propi, amb capacitat de dirigir i administrar l'entitat territorial, d'acord amb les seves pròpies polítiques. L'autonomia política també implica la possibilitat de disposar d'organismes administratius i legislatius regionals.
Així, per a alguns l'Estat regional es troba enmig dels extrems de l'Estat unitari i de l'Estat federal, ja que la regió gaudeix de llibertat i autonomia enfront dels seus problemes, però no de sobirania per seccionar a l'Estat i a la nació. En la mateixa mesura, la regionalització política o l'Estat regional es caracteritza per la creació de col·lectivitats territorials dotades de competències exclusives. En altres paraules, el model de l'Estat regional se situa en una posició intermèdia en la qual l'estructura de l'Estat unitari és mantinguda, però les col·lectivitats regionals que ho componen disposen d'una real autonomia normativa, garantida per la mateixa Constitució.

## Llista d'Estats regionals
En doctrina s'assenyalen com a exemples d'Estats regionals (o estats unitaris amb autogovern) a Espanya, França, Itàlia i el Regne Unit.